# Joseph-Thomas LeBlanc
Joseph-Thomas LeBlanc (* 1899 in Sackville/New Brunswick; † 14. Juli 1943 in Moncton/New Brunswick) war ein kanadischer Journalist und Folklorist.

## Leben
Leblanc musste ein Studium an der University of St. Joseph's College in Memramcook aus gesundheitlichen Gründen abbrechen und arbeitete dann für die Canadian National Railway in Moncton. Nach einer Tätigkeit als Journalist für die Zeitschrift Le Madawaska in Edmundston arbeitete er als Übersetzer im Außenministerium in Ottawa.
1936 zog er nach Fredericton, und 1938 kehrte er nach Moncton zurück, wo er stellvertretender Redakteur der Wochenzeitschrift L’Évangéline wurde. Inspiriert von Marius Barbeau und Luc Lacourcière rief er hier seine Leser auf, Aufzeichnungen oder Aufnahmen von Volksliedern einzusenden. Auf diese Weise trug er eine Sammlung von über 500 Liedern in etwa 1.500 Varianten aus der Region der ehemaligen französischen Kolonie Akadien zusammen, die er zwischen 1938 und 1941 in seiner Kolumne Nos vielles chansons acadiennes in La Voix d’Évangéline veröffentlichte und leistete damit Pionierarbeit auf diesem Gebiet.